# Capanna Gana Rossa
La capanna Gana Rossa è un rifugio alpino situato nel comune di Faido, nel Canton Ticino, nelle Alpi Lepontine, a 2.270 m s.l.m.

## Storia
Fu inaugurata nel 1996.

## Caratteristiche e informazioni
La capanna è disposta su un piano, con refettorio unico per un totale di 20 posti. Sono a disposizione piani di cottura sia a legna che a gas, completi di utensili di cucina. I servizi igienici e l'acqua corrente sono all'interno dell'edificio. Il riscaldamento è a legna. L'illuminazione è prodotta da pannelli solari. I posti letto sono suddivisi in un'unica stanza.

## Accessi
- Carì 1.622 m - Carì è raggiungibile anche con i mezzi pubblici. - Tempo di percorrenza: 2 ore - Dislivello: 700 metri  - Difficoltà: T2
- Molare 1.488 m - Molare è raggiungibile anche con i mezzi pubblici. - Tempo di percorrenza: 2 ore - Dislivello: 850 metri - Difficoltà: T2.

## Escursioni
- Laghetti di Mottella (2.258 m) - Tempo di percorrenza: 45 min - Dislivello: -20 metri - Difficoltà: T3.

## Traversate
- Capanna Prodör 2 ore
- Capanna Dötra 2 ore
- Capanna Gorda 2,30 ore
- Capanna Piandios 3 ore
- Capanna Cadagno 6 ore